# (8583) Froberger
(8583) Froberger est un astéroïde de la ceinture principale.

## Description
(8583) Froberger est un astéroïde de la ceinture principale. Il fut découvert le 8 janvier 1997 à Prescott par Paul G. Comba. Il présente une orbite caractérisée par un demi-grand axe de 3,19 UA, une excentricité de 0,14 et une inclinaison de 1,5° par rapport à l'écliptique.

## Compléments